# Gemeiner Einhornkäfer
Der Gemeine Einhornkäfer (Notoxus monoceros) ist ein Käfer aus der Familie der Blütenmulmkäfer (Anthicidae).

## Merkmale
Die Käfer werden 3,7 bis 5,5 Millimeter lang. Sie sehen Ameisen ähnlich und sind behaart. Auf dem kugeligen Halsschild, der nach vorne zu einem Horn zuläuft, sitzt ein sehr kleiner Kopf. Der Körper ist schwarz und gelb gezeichnet und hat eine schwarze Querbinde, die mit der ebenfalls schwarzen Naht zwischen den Flügeldecken und dem schwarzen Schildfleck verbunden ist. Die Flügeldecken sind zwischen der anliegenden hellen Grundbehaarung mit zahlreichen langen abstehenden Haaren besetzt. Die Käfer haben lange dünne, an der Spitze leicht dickere Fühler. Die Körperunterseite ist gelblich.

Gemeiner Einhornkäfer (Notoxus monoceros)

### Unterarten
- Notoxus monoceros elongatus La Ferté-Sénectère, 1849[1]
- Notoxus monoceros monoceros (Linnaeus, 1768)[2]

### Ähnliche Arten
- Notoxus brachycerus (Faldermann, 1837). Hinterleib unten schwarz.[3]

### Synonyme
- Notoxus biinterruptus Pic, 1900[4]

## Vorkommen
In Europa können die Käfer auf trockenem Gelände wie Wiesen, Hängen und Sandflächen vom Tiefland bis in niedrige Berglagen angetroffen werden. Im Norden reicht das Verbreitungsgebiet bis ins mittlere Norwegen und Schweden sowie bis in den Norden Finnlands. In England und Schottland kommt der Gemeine Einhornkäfer nur lokal vor. Im Mittelmeerraum fehlt die Art.

## Lebensweise
Der Gemeine Einhornkäfer ist wärmeliebend und wird durch tote Ölkäfer angelockt, von denen er angeblich Cantharidin gewinnt. Er soll auch lebende Ölkäfer anfallen. Die Art findet man in Mitteleuropa vor allem im Juni, Juli und August auf Sträuchern und Blüten. Die Larven leben in verwesendem Pflanzenmaterial in den oberen Bodenschichten von Wiesen und Feldern.